# Orchestoidea californiana
Orchestoidea californiana är en kräftdjursart. Orchestoidea californiana ingår i släktet Orchestoidea och familjen tångloppor. Inga underarter finns listade i Catalogue of Life.